# Oscil·lador controlat per tensió

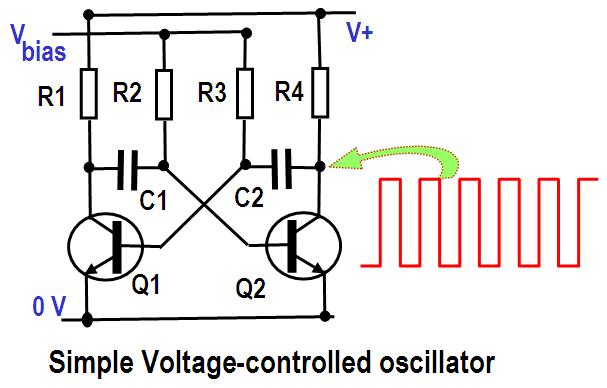
Diagrama d'un oscil·lador controlat per tensió.

Un oscil·lador controlat per tensió o VCO (en anglès: Voltage controlled oscillator) és un oscil·lador de freqüència variable, controlada per una tensió contínua o de baixa freqüència externa al circuit. Utilitza amplificació, realimentació i circuits ressonants que dona a la sortida un senyal elèctric de freqüència proporcional a la tensió d'entrada. Típicament aquesta sortida és un senyal sinusoidal, encara que en VCOs digitals és un senyal quadrat.
Quan l'entrada és 0 V, el VCO té un senyal amb una freqüència anomenada freqüència lliure d'oscil i davant variacions de l'entrada, puja o baixa la freqüència de la sortida de forma proporcional.
Una aplicació típica dels VCO és generar senyals de freqüència modulada (FM) o modulació de fase. També es fan servir com a part de bucles de bloqueig de fase. Es solen emprar en aplicacions electròniques de comunicació. Es construeix amb diferents dispositius, dels quals els més habituals són el varactor i el cristall de quars.
Aquest tipus d'oscil·ladors sol presentar problemes, ja que els canvis de temperatura o la humitat n'afecten l'afinació.